# Королевство Вюртемберг
Королевство Вюртемберг (нем. Königreich Württemberg) — конституционная наследственная монархия, историческое государство, существовавшее на территории Швабии с 1806 по 1918 год, с 1871 года входило в состав Германской империи. 
Территория королевства является частью современной немецкой земли Баден-Вюртемберг. Правопредшественник Королевства — одноимённое герцогство. Правители — из Вюртембергской династии. Столица — Штутгарт. Государственные цвета Вюртемберга — красный и чёрный. На гербе королевства изображены три ветвистых оленьих рога и три льва, в золотом поле, с девизом: «Бесстрашие и верность» («Furchtlos und treu»).

## История
Вюртембергский герцог Фридрих II вопреки желанию земских чинов, вступил во вторую коалицию против Франции и, разбитый генералом Моро, заключил 20 марта 1802 года  мирный договор с Францией, по которому взамен Мюмпельгарда смог расширить свои владения почти вдвое — за счёт габсбургских владений в Швабии, вольных имперских городов и епископий, чья территория отошла к нему при роспуске Священной Римской империи (так называемая германская медиатизация) (всего 2200 км², с 124 688 жителей). При содействии Наполеона он исхлопотал для себя (в 1803 году) титул курфюрста.
Во франко-австрийской войне 1805 года Фридрих хотел было сохранить нейтралитет, но внезапное появление Наполеона I в Людвигсбурге вынудило его к заключению союза с Францией. По Пресбургскому миру 1805 года Фридриху был предоставлен королевский титул, а с 1 января 1806 года он самовольно провозгласил себя королём. Территория Вюртемберга была увеличена новыми приобретениями, значительно расширенными впоследствии по Венскому и Компьенскому договорам. За это королевство должно было выставлять контингент войск в наполеоновскую армию.
Фридрих состоял в близком родстве с русским императором (через Марию Фёдоровну) и австрийскими Габсбургами, в более отдалённом — с британскими Вельфами и Наполеоном Бонапартом. Несмотря на родственные связи, вюртембергский правитель участвовал в кампании 1812 года на стороне Наполеона. Для похода в Россию королевство выставило 16 000 человек войска, из которых вернулось едва несколько сотен.
Только после битвы при Лейпциге Фридрих отказался от союза с Наполеоном и присоединился к союзникам. Падение Наполеона сделало его международное положение шатким, в Вюртемберге начались волнения, но в 1813 году на встрече в Фульде он выговорил у Меттерниха право на сохранение за собой королевского титула. Опасаясь за ограничение своих верховных прав при образовании Германского союза, Фридрих, во время заседаний Венского конгресса, даровал народу, по собственной инициативе, сословное представительство (манифест от 15 января 1815 года). Но вюртембергские чины требовали восстановления нарушенной Фридрихом, при провозглашении королём, старой конституции и не соглашались на небольшие уступки с его стороны. Во время этих переговоров король умер (30 октября 1816 года).
После смерти Фридриха в 1816 году на престол взошёл его сын Вильгельм. Лишь в 1819 году он достиг соглашения с земскими чинами и выработал, совместно с последними, конституцию. Он разрядил обстановку в стране путём учреждения двухпалатного парламента и в течение своего долгого правления (до 1864 года) сохранял в своём королевстве сравнительно либеральный политический режим.
Парламентская жизнь страны потекла довольно ровно до 1848 года, когда и здесь заметно стало движение в пользу различных реформ. Правительство старалось успокоить его дарованием свободы печати и обещаниями, отчасти впоследствии и выполненными. Образованию Германской империи, под главенством Пруссии, Вильгельм I противодействовал, насколько мог. Тем не менее, общественное мнение заставило короля признать имперскую конституцию (24 апреля 1849 года).
Отказ прусского короля от императорской короны развязал руки королю вюртембергскому. Когда в Германии распространилось республиканское брожение и остов германского парламента оставил Франкфурт и собрался в Штутгарте, король приказал разогнать его вооружённой силой (18 июня). Против мысли об унии, руководимой Пруссией, Вильгельм, в тронной речи при открытии сейма в 1850 году, высказался с такою страстностью, что Пруссия прервала дипломатические сношения с Вюртембергом.
Но и переговоры короля с Баварией относительно образования Южно-германской федерации натолкнулись в стране на сопротивление народных представителей. Они потребовали предания суду министра иностранных дел, подписавшего так называемый союзный договор четырёх королей. Палата была распущена, но и другой состав её отказался вотировать кредит на военные расходы для замышлявшейся, в союзе с Австрией и Баварией, войны с Пруссией. Тем не менее, королевство Вюртемберг не оставляло своего оппозиционного положения относительно Пруссии. В шлезвиг-голштинском вопросе оно выступило в защиту наследственных прав герцога Августенбургского.
Сын Вильгельма I, Карл (правил в 1864—1891 годах), на первых порах продолжал в отношении к Пруссии политику отца.
В 1866 году вспыхнула австро-прусская война и Вюртемберг принял в ней участие в союзе с Австрией. Вюртембергское войско потерпело поражение близ Таубербишофсгейма (24 июля 1866 года), и королевству угрожала прусская оккупация. Вюртембергсский министр Варнбюлер вынужден был отправиться в прусскую главную квартиру, чтобы заключить перемирие. По пражскому миру Вюртемберг обязался уплатить Пруссии 8 миллионов марок военной контрибуции. Кроме того, между Вюртембергом и Пруссией заключён был тайный оборонительный и наступательный союз, по которому вюртембергская армия, в случае войны, поступала под высшее начальство прусского короля. С этих пор вюртембергское правительство стало, видимо, склоняться к прочному союзу с Пруссией, но должно было бороться с упорным сопротивлением очень сильной ещё в стране партии противников прусской гегемонии.
Когда началась война 1870 года, взрыв патриотического чувства во всех немецких государствах увлёк и население Вюртемберга: палата почти единогласно вотировала необходимые военные кредиты. Вюртембергская дивизия присоединилась к 3-й союзной армии наследного принца прусского и участвовала в сражениях под Вертом и Седаном и в осаде Парижа.
По окончании войны между Вюртембергом и Пруссией была заключена военная конвенция, а также подписан договор, определяющий положение Вюртемберга, как части объединённой Германской империи. Из военной контрибуции, уплаченной разгромленной Францией, на долю Вюртемберга пришлось 85 176 303 марки.
После франко-прусской войны парламентская жизнь королевства опять потекла спокойно, в заботах о внутреннем преуспеянии государства. В 1877 году (9 августа) торжественно праздновалось четырёхсотлетие Тюбингенского университета, причём в праздновании приняла участие и королевская чета.
Примерно в это же время король передоверил управление государством первому министру Герману фон Миттнахту, который успешно развивал промышленность и положил конец оттоку населения за пределы королевства.
После смерти Карла в 1891 году ему наследовал двоюродный племянник Вильгельм II. Министром-президентом остался Миттнахт, занимавший эту должность с 1876 года. Выборы в ландтаг в феврале 1895 года указали на значительный рост левых партий. Уступая требованиям народной и социал-демократической партии, которые сильны в Вюртемберге, Миттнахт вносил один проект пересмотра конституции за другим, но они не находили нужного большинства либо в одной палате, либо в другой, наталкиваясь на противодействие то слева (чаще), то справа. Задача состояла в том, чтобы из палаты депутатов удалить привилегированных членов, заседающих в ней либо ex officio, либо по праву рождения, и сделать её вполне демократической. Министерство соглашалось на это, но с той или иной компенсацией, в виде ли включения в палату нескольких лиц по назначению короны (1895 год), в виде ли расширения бюджетных прав верхней палаты, на что не пошла палата нижняя (1897 год). В 1898 году он уступил и внёс проект, сохранявший всех депутатов, избираемых по системе всеобщего голосования и по большинству голосов в отдельных округах, и даже увеличивавший их число с 70 до 72, но взамен 23 удаляемых привилегированных членов вводивший 21 избираемого тоже всеобщей подачей голосов, но по пропорциональной системе. Проект был встречен с радостью левыми партиями и прошёл через нижнюю палату, но не был принят в верхней.
В конце 1900 года Миттнахт вышел в отставку вследствие болезни глаз; его место занял военный министр Шотт фон Шоттенштейн. В декабре 1900 года имели место выборы в ландтаг. Они обнаружили сильный рост социал-демократии, на счёт по преимуществу народной партии.
В апреле 1901 года Шотт фон Шоттенштейн, выступивший в суде свидетелем по делу о сводничестве, должен был выйти в отставку; его место занял министр юстиции Брейтлинг. В конце 1904 года Брейтлинг внёс в ландтаг проект радикального пересмотра конституции, переводящий некоторых привилегированных членов из нижней палаты в верхнюю и сильно видоизменяющий последнюю включением в неё представителей, избранных торговыми палатами, ремесленными палатами и рабочими палатами. Последние создавались по образцу торговых палат.
Во время Ноябрьской революции 1918 года Вильгельм II отрёкся от престола. Его наследником в обход морганатических ветвей герцогов Урахов (католическая) и принцев Теков (протестантская) был объявлен дальний родственник — прусский фельдмаршал Альбрехт Вюртембергский.

## Государственный строй
Глава государства — король; законодательный орган — Вюртембергские земские штаты (Württembergische Landstände), состояли из Первой палаты (Erste Kammer), членами которой была высшая знать, и Второй палаты (Zweite Kammer), избиравшейся выборщиками на основе имущественного ценза; высшая судебная инстанция — Высший земельный суд Штутгарта (Oberlandesgericht Stuttgart). Исполнительный орган — Вюртембергское государственное министерство (Württembergische Staatsministerium), назначался королём и нёс перед ним ответственность.

## Административное деление
Территория Вюртемберга делилась на 4 округа (kreis), округа на районы (oberamt), оберамты на общины (gemeinde). Представительный орган района — районное собрание (amtsversammlung), во главе района стоял оберамтманн (oberamtmann). Представительный орган общины — общинный совет (gemeinderat), во главе общины стоял местный староста (ortsvorsteher).
- Дунайский округ (Donaukreis), окружной центр — Ульм;
- Ягстский округ (Jagstkreis), окружной центр — Эльванген;
- Неккарский округ (Neckarkreis), окружной центр — Людвигсбург;
- Шварцвальдский округ (Schwarzwaldkreis), окружной центр — Ройтлинген.

## Правовая система
Высший судебный орган — Штутгартский оберландесгерих (Oberlandesgericht Stuttgart), ранее — Высший трибунал (Obertribunal) (до 1817 года — Высший апелляционный трибунал (Oberappellationstribunal), в 1806 г. — Надворный суд (Hofgericht)), суды апелляционной инстанции — ландгерихты (landgericht), ранее — районные суды правосудия (kreisgerichtshof), суды первой инстанции — амтсгерихты (amtsgericht), ранее — суды оберамтов (oberamtsgericht):
- (Дунайский округ)
  - Рафенсбургский Ландгерихт (Landgericht Ravensburg)
  - Ульмский Ландгерихт (Landgericht Ulm)
- (Ягстский округ)
  - Элльвангенский Ландгерихт (Landgericht Ellwangen)
- (Неккарский округ)
  - Хальброннский Ландгерихт (Landgericht Heilbronn)
  - Штутгартский Ландгерихт (Landgericht Stuttgart)
- (Шварцвальдский округ)
  - Роттвайльский Ландгерихт (Landgericht Rottweil)
  - Тюбингенский Ландгерихт (Landgericht Tübingen)

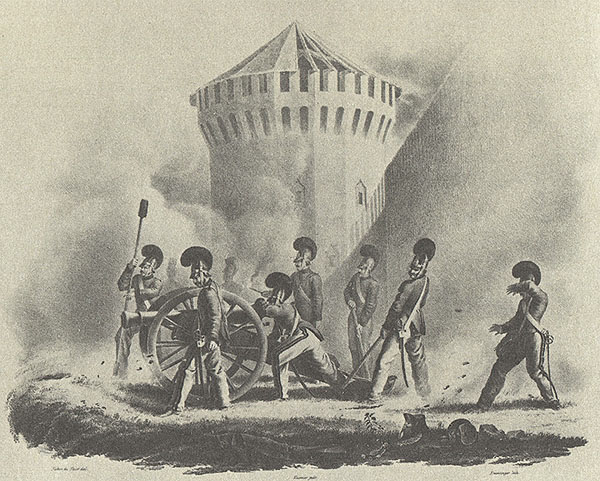
Христиан-Вильгельм фон Фабер-дю-Фор, Вюртембергская артиллерия, из состава Великой армии, в битве за Смоленск, 1812 год.

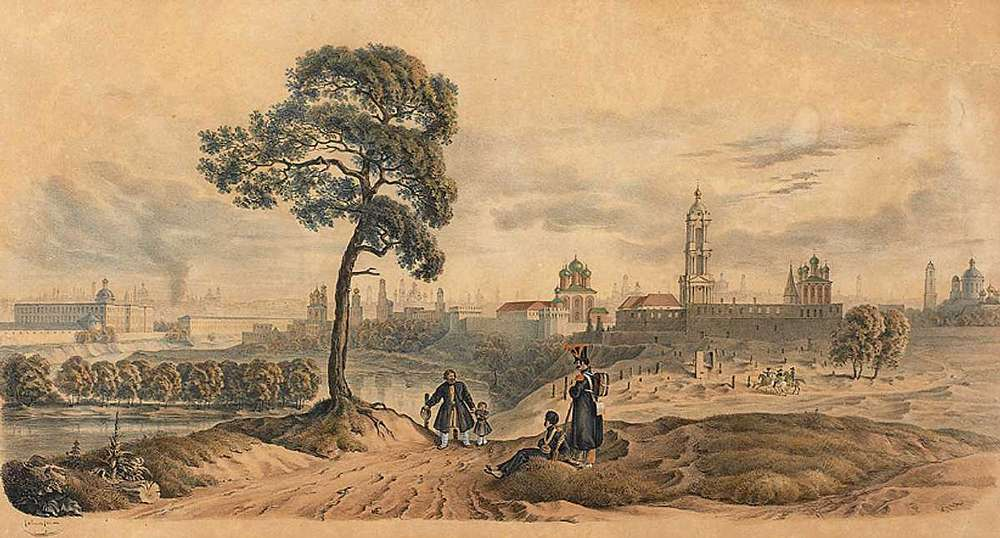
Вид Москвы, в конце лета 1812 года. Эскиз Вюртембергского поручика Фабера ду Фаура (Faber du Faur) во время кампании в России.

## Силовые структуры

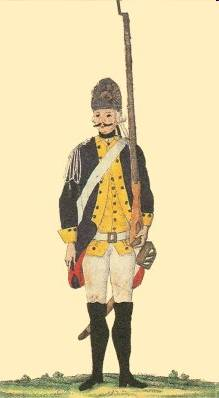
Форма одежды и вооружение вюртембергского пехотинца, 1780-е года.

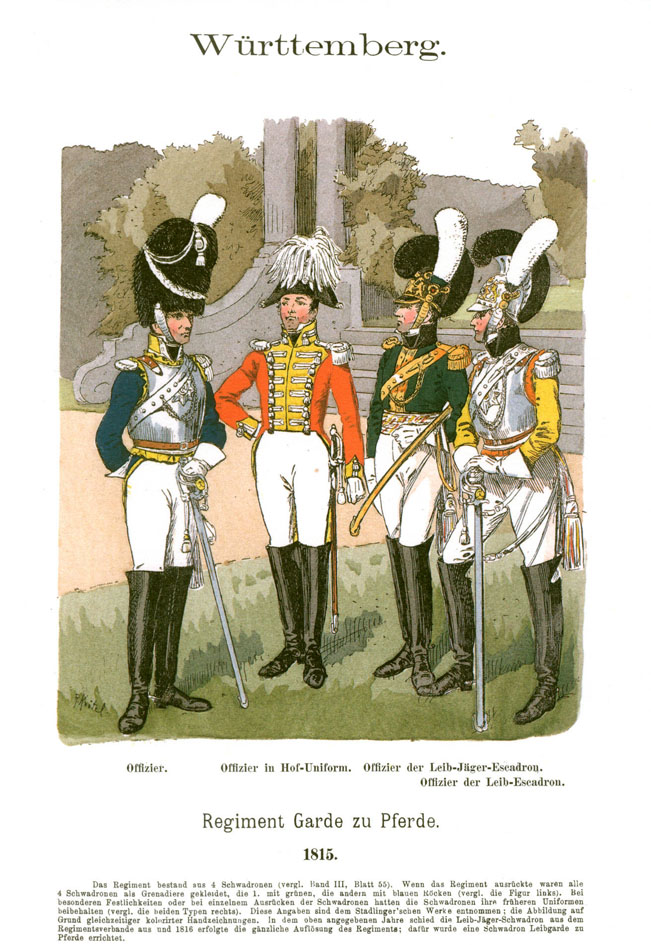
Форма одежды и вооружение вюртембергских конно-егерей, иллюстрация Рихарда Кнотеля, 1890 год.

Руководил король через военного министра и министра внутренних дел.
- Вюртембергская армия
  - 4-й фузилёрский полк
  - 1-й гренадерский полк
  - 5-й гренадерский полк
  - 2-й пехотный полк
  - 3-й пехотный полк
  - 6-й пехотный полк
  - 7-й пехотный полк
  - 8-й пехотный полк
  - 9-й пехотный полк
  - 1-й уланский полк
  - 2-й уланский полк
  - 1-й драгунский полк
  - 2-й драгунский полк
  - Артиллерийский полк
- Вюртембергская полиция.

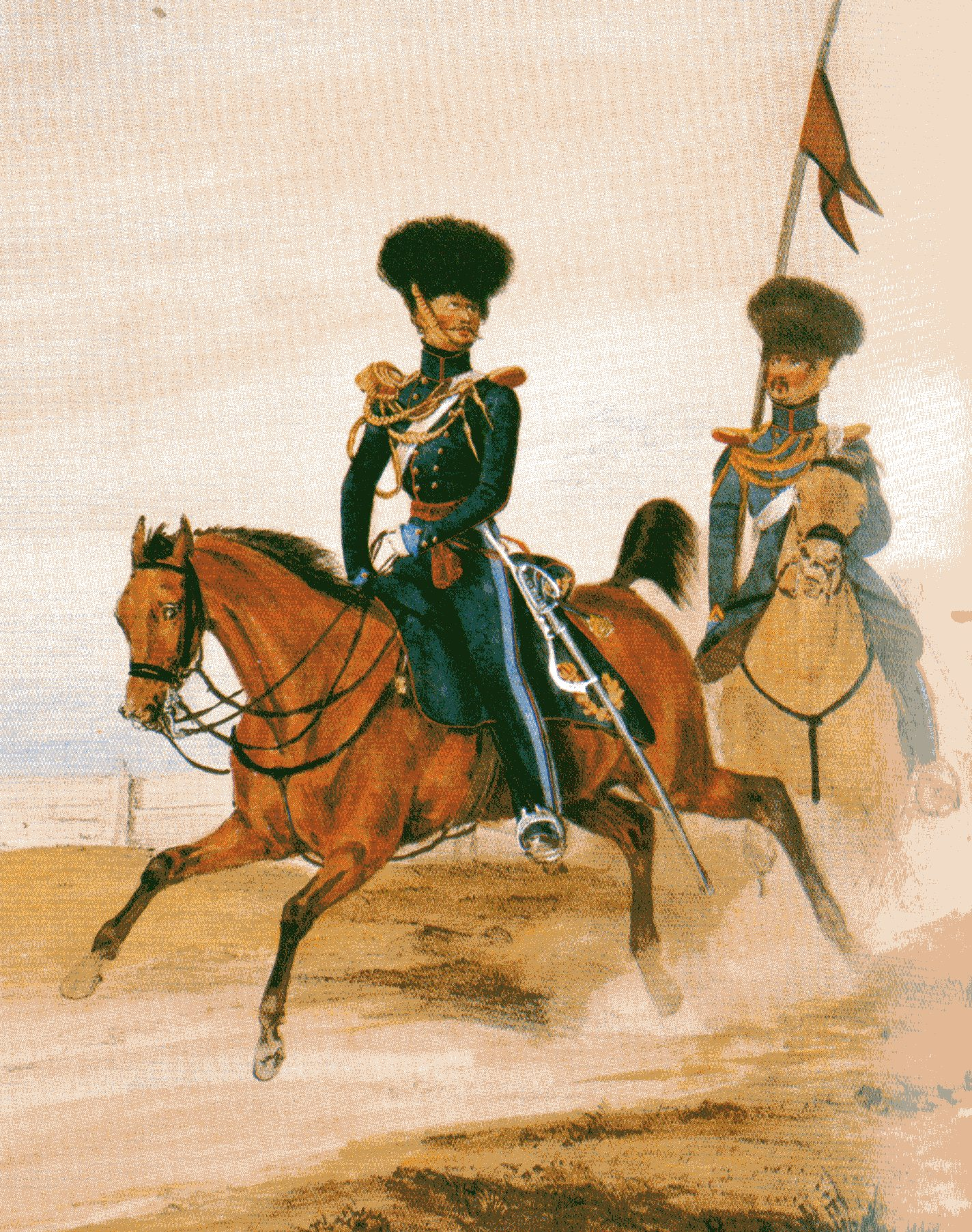
Королевские фельдъегеря, Вюртемберг, 1840 год.

6 февраля 1812 года был образован Вюртембергский корпус, под командованием кронпринца Вюртембергского Вильгельма Фридриха Карла (kronprinz Wilhelm). Корпус состоял из управления, пехотной (трёхбригадного состава), под командованием генерал-лейтенанта фон Шелера, и  кавалерийской (двухбригадного состава), под командованием генерал-лейтенанта фон Вёльварта, дивизий. Вюртембергский корпус вошёл в состав так называемой «Великой армии», а 26 марта 1812 года был разделён, пехотная дивизия поименована 25-й пехотной дивизией (вошла в состав 3-го армейского корпуса) «Великой армии» (12 батальонов, 30 орудий, 8200 человек личного состава), а кавалерийская дивизия, с отделением 3-го конно-егерского полка, поименована 25-й лёгкой кавалерийской бригадой (вошла в состав Рейнского обсервационного корпуса), но 4 июня 1812 года кавбригада была расформирована, а её полки (Вюртембергский лейб-легкоконный полк, Вюртембергский легкоконный полк № 1 принца Адама и Вюртембергский конно-егерский полк № 4 Короля, всего: 16 эскадронов) распределены по 9-й и 14-й бригадам лёгкой кавалерии, кавалерии Рейнского обсервационного корпуса (с 1 апреля 1812 года кавалерия 3 армейского корпуса).
Итого в Войне против России 1812 года участвовало 14 батальонов и 16 эскадронов (около 14000—16000 человек личного состава), из пределов России вернулось домой едва несколько сотен человек.

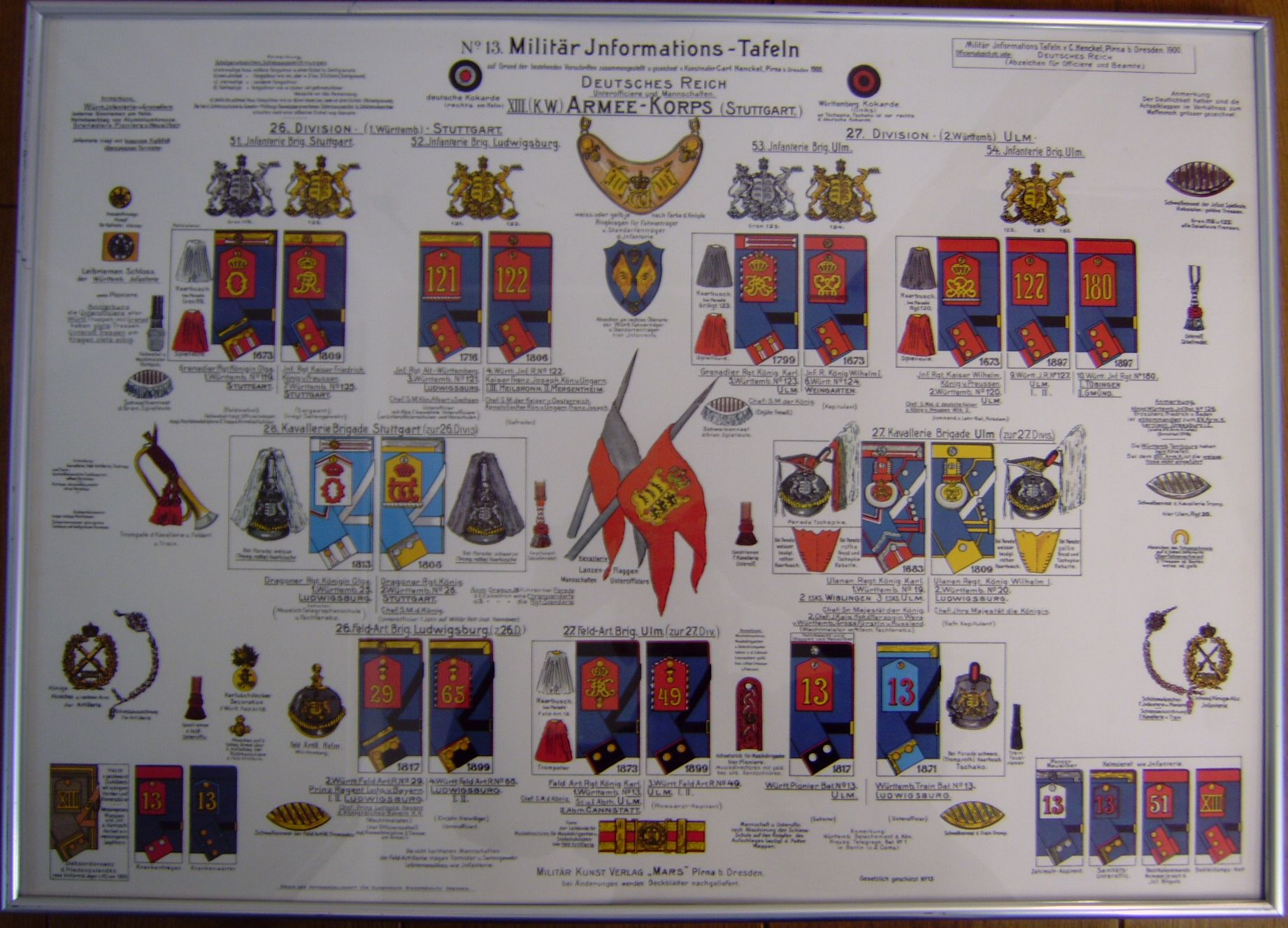
Таблица форм обмундирования формирований 13-го армейского корпуса (Вюртембергского).

В 1813 году в сражении при Кицене принимала участие вюртембергская кавалерийская бригада под командованием генерал-майора К. Ф. Л. фон Норман-Эренфельса, который во главе вюртембергских войск на третий день «Битвы народов», у города Лейпциг, со своей бригадой и одной конной батареей, перешёл на сторону союзников, под условием их свободного пропуска в королевство Вюртемберг.
Вюртембергская армия принимала участие, в союзе с Австрийской армией, в Прусско-австрийской войне 1866 года, участвовало около 26 000 человек личного состава. Вюртембергское войско потерпело поражение близ Таубербишофсгейма (24 июля 1866 года), между Вюртембергом и Пруссией был заключён тайный оборонительный и наступательный союз, по которому вюртембергская армия, в случае войны, поступала под высшее начальство прусского короля. Вюртембергская дивизия присоединилась к 3-й союзной армии наследного принца прусского, в войне 1870 года, и участвовала в сражениях под Вертом и Седаном и в осаде Парижа. С 1871 года по 1919 год формирования Вюртембергской армии входили в состав Германской имперской армии, и представляли собой 13-й армейский корпус (XIII корпус) Германской империи или 13-й (Вюртембергский) армейский корпус (Штутгарт, Вюртемберг) в составе:
- 26-я дивизия (Штутгарт)
  - 51-я пехотная бригада (Штутгарт)
    - 119-й (1-й вюртембергский) гренадерский полк (Штутгарт)
    - 125-й (7-й вюртембергский) пехотный полк (Штутгарт)

  - 52-я пехотная бригада (Людвигсбург)
    - 121-й (3-й вюртембергский) пехотный полк (Людвигсбург)
    - 122-й (4-й вюртембергский) стрелковый полк (Хеильбронн, Мергентхайм)

  - 26-я кавалерийская бригада (Штутгарт)
    - 25-й (1-й вюртембергский) драгунский полк (Людвигсбург)
    - 26-й (2-й вюртембергский) драгунский полк (Штутгарт-Каннштадт)

  - 26-я артиллерийская бригада (Людвигсбург)
    - 29-й (2-й вюртембергский) артиллерийский полк (Людвигсбург)
    - 65-й (4-й вюртембергский) артиллерийский полк (Людвигсбург)
- 27-я дивизия (Ульм)
  - 53-я пехотная бригада (Ульм)
    - 123-й (5-й вюртембергский) гренадерский полк (Ульм)
    - 124-й (6-й вюртембергский) пехотный полк (Вайнгартен)

  - 54-я пехотная бригада (Ульм)
    - 120-й (2-й вюртембергский) пехотный полк (Ульм)
    - 127-й (9-й вюртембергский) пехотный полк (Ульм, Вайблинген)
    - 180-й (10-й вюртембергский) пехотный полк (Тюбинген, Швебиш-Гмюнд)

  - 27-я кавалерийская бригада (Ульм)
    - 19-й (1-й вюртембергский) уланский полк (Ульм, Виблинген)
    - 20-й (2-й вюртембергский) уланский полк (Людвигсбург)

  - 27-я артиллерийская бригада (Ульм)
    - 13-й (1-й вюртембергский) артиллерийский полк (Ульм, Штутгарт-Каннштадт)
    - 49-й (3-й вюртембергский) артиллерийский полк (Ульм)
- 13-й (Вюртембергский) инженерный батальон (Ульм)
- 13-й (Вюртембергский) железнодорожный батальон (Людвигсбург)
- Главное управление ландвера в Штутгарте (6 команд в составе)
- Имперская крепость Ульм, находилась почти вся на вюртембергской земле, назначение её коменданта было предоставлено Германскому императору.

Вюртембергская армия, в мирное время, состояла из 774 офицерских и 18 781 (24 000) нижних чинов, при 64 орудиях, а в военное время её численность должна была достичь 69 934 человек личного состава, при 120 орудиях.
Вюртембергский королевский ландвер:
- Батальон ландвера Кальва (Landwehr-Bataillon Calw) (районы Херренберг, Кальв, Нойенбург и Нагольд) (119-й (1-й Вюртембергский) пехотный полк ландвера)
- Батальон ландвера Ройтлингена (Landwehr-Bataillon Reutlingen) (районы Ройтлинген, Тюбинген и Ротенбург) (119-й (1-й Вюртембергский) пехотный полк ландвера)
- Батальон ландвера Рафенсбурга (Landwehr-Bataillon Ravensburg) (районы Ридлинген, Заульгау, Рафенсбург и Тетнанг) (120-й (2-й Вюртембергский) пехотный полк ландвера)
- Батальон ландвера Бибераха (Landwehr-Bataillon Bieberach) (районы Биберах, Вальдзее, Лойткирх и Вангена) (120-й (2-й Вюртембергский) пехотный полк ландвера)
- Батальон ландвера Леонберга (Landwehr-Bataillon Leonberg) (районы Бёблинген, Леонберг, Байинген и Маульбронн) (121-1 (3-й Вюртембергский) пехотный полк ландвера)
- Батальон ландвера Людвигсбурга (Landwehr-Bataillon Ludwigsburg) (районы Людвигсбург, Канштатт, Марбах и Вайблинген) (121-1 (3-й Вюртембергский) пехотный полк ландвера)
- Батальон ландвера Хайльбронна (Landwehr-Bataillon Heilbronn) (районы Браккенхайм, Безигхайм, Хайльбронн и Неккарсульм) (122-й (4-й Вюртембергский) пехотный полк ландвера)
- Батальон ландвера Халля (Landwehr-Bataillon Hall) (районы Баккнанг, Вайнсберг, Ёринген и Халль) (122-й (4-й Вюртембергский) пехотный полк ландвера)
- Батальон ландвера Мергентхайма (Landwehr-Bataillon Mergentheim) (районы Кюнцельзау, Герабронн, Крайльсхайм и Мергентхайм) (123-й (5-й Вюртембергский) пехотный полк ландвера)
- Батальон ландвера Элльвангена (Landwehr-Bataillon Ellwangen) (районы Зайльдорф, Элльванген, Аален и Нересхайм) (123-й (5-й Вюртембергский) пехотный полк ландвера)
- Батальон ландвера Гмюнда (Landwehr-Bataillon Gmünd) (районы Шорндорфа, Вельцхайм, Гёппинген и Гмюнд) (124-й (6-й Вюртембергский) пехотный полк ландвера)
- Батальон ландвера Ульма (Landwehr-Bataillon Ulm) (районы Гайслинген, Хайденхайм и Ульм) (124-й (6-й Вюртембергский) пехотный полк ландвера)
- Батальон ландвера Хорба (Landwehr-Bataillon Horb) (районы Хорб, Фройденштадт, Зульц и Оберндорф) (125-й (7-й Вюртембергский) пехотный полк ландвера)
- Батальон ландвера Ротвайля (Landwehr-Bataillon Rottweil) (районы Балинген, Ротвайль, Шпайхинген и Тутлинген) (125-й (7-й Вюртембергский) пехотный полк ландвера)
- Батальон ландвера Эхингена (Landwehr-Bataillon Ehingen) (районы Блаубойрен, Мюнзинген, Эхинген и Лаупхайм) (126-й (8-й Вюртембергский) пехотный полк ландвера)
- Батальон ландвера Эслингена (Landwehr-Bataillon Eßlingen) (районы Кирххайм, Нюртинген, Эсслинген и Урах) (126-й (8-й Вюртембергский) пехотный полк ландвера)

## Население
По состоянию на 1890 года в королевстве насчитывалось 9844 населённых пунктов, в том числе 136 городов. В более крупных городах в 1904 году было жителей: 
- Неккарский округ
  - Штутгарт — 166.699
  - Гейльбронн — 37.891,
- Дунайский округ 
  - Ульм — 42.982
  - Гёппинген — 19.384
- Шварцвальдский округ 
  - Ройтлинген — 21.494
  - Тюбинген — 15.338
- Ягстский округ
  - Швебиш-Гмюнд — 18.699
  - Туттлинген — 13.530

| Годы | Общее кол-во жителей |
| ---- | -------------------- |
| 1832 | 1 578 147            |
| 1846 | 1 752 538            |
| 1861 | 1 720 708            |
| 1870 | 1 881 505            |
| 1885 | 1 971 118            |
| 1895 | 2 036 522            |
| 1890 | 2 081 151            |
| 1900 | 2 169 480            |
| 1910 | 2 437 574            |

По религиозному делению, в королевстве преобладало лютеранское вероисповедание. На 1 декабря 1885 года в Вюртемберге было 1 377 805 жителей лютеранского, 598 223 католического, 5986 других христианских исповеданий и 13 171 еврейского.

## Экономика
Денежная единица — марка (до 1871 года — Вюртембергский гульден), разменная монета — пфенниг. Оператор железнодорожных сообщений — Королевские вюртембергские железные дороги (Königlich Württembergische Staats-Eisenbahnen), 6 железнодорожных линий, пропускавших каждая по 20 — 25 пар поездов в сутки, трамвай существовал в Штутгарте, Ульме, Хайльбронне и Ройтлингене, оператор почты и телефона — Вюртембергская государственная почта (Württembergische Staatspost).